# Zielona Wąskotorowa
Zielona Wąskotorowa – nieczynny przystanek osobowy kolei wąskotorowej (Świętokrzyska Kolej Dojazdowa) w Rawałowicach, w województwie małopolskim, w Polsce.